# Dæmonicus
«Dæmonicus» — 3-й эпизод 9-го сезона сериала «Секретные материалы». Премьера состоялась 2 декабря 2001 года на телеканале FOX. Эпизод принадлежит к типу «монстр недели» и не связан с основной «мифологией сериала», заданной в первой серии. Режиссёр и автор сценария — Фрэнк Спотниц, приглашённые актёры — Джеймс Ремар, Тим Хэллиган, Сара Бенуа, Трой Миттлейдер, Джеймс Рекарт и Лу Ричардс.
В США серия получила рейтинг домохозяйств Нильсена, равный 5,5, который означает, что в день выхода серию посмотрели 5,8 миллионов человек.
Главные герои серии — агенты ФБР, расследующие сложно поддающиеся научному объяснению преступления, называемые Секретными материалами. Сезон концентрируется на расследованиях агентов Даны Скалли (Джиллиан Андерсон), Джона Доггетта (Роберт Патрик) и Моники Рейс (Аннабет Гиш).

## Сюжет
Доггетт, Рейс и Скалли расследуют серию странных убийств, которые выглядят следствием демонической одержимости, но Доггетт считает, что это обман. Агенты вскоре встречают Джозефа Кобольда, который, кажется, играет в какую-то демоническую игру.